# Eloy Alberto Santiago
Eloy Alberto Santiago Santiago (Las Palmas de Gran Canaria, 8 de septiembre de 1973) es un presbítero español. Obispo de San Cristóbal de La Laguna (desde 2025).

## Biografía
Nació en Las Palmas de Gran Canaria (1973). Ingresó el Seminario diocesano de Canarias (1992), y realizó el bachillerato en Teología en la Universidad Pontificia de Comillas.  
Prosiguió su formación académica en la Pontificia Universidad Gregoriana, donde se licenció en Teología dogmática, obteniendo el doctorado en dicha universidad (enero de 2024). Anteriormente había ingresado en el servicio diplomático en la Academia Pontificia Eclesiástica (2003), compaginando dichos estudios con la licenciatura en Derecho Canónico en la Universidad Pontificia Gregoriana.

### Sacerdocio
Su ordenación sacerdotal fue el 17 de julio de 1999, incardinándose en la diócesis de Canarias.
Entre 2006 y 2014 trabajó como secretario de las nunciaturas apostólicas en Colombia (2006-2009), Sudáfrica (2009-2013) y Gran Bretaña (2013-2014).
De regreso a Canarias, retomó su labor pastoral en diversas parroquias de la diócesis canaria: Santa Brígida y Nuestra Señora del Madroñal (2013-2014); San Pedro en La Puntilla (2014-2019), San Pío X y el Salvador (2018-2019); Santísima Trinidad en El Tablero y Rector del Templo Ecuménico El Salvador (2019-2022); Ascensión del Señor, la Asunción de María y Jesús de Nazaret, en Las Palmas de Gran Canaria (enero de 2022-febrero de 2025).

## Episcopado
El 24 de febrero de 2025, el papa Francisco lo nombró obispo de San Cristóbal de La Laguna (también llamada diócesis nivariense o diócesis de Tenerife). Fue consagrado el 1 de mayo del mismo año, en la catedral de San Cristóbal de La Laguna, a manos del arzobispo Bernardito Auza. Inicialmente la ceremonia la iba a presidir el cardenal lituano Rolandas Makrickas, arcipreste coadjutor de la basílica de Santa María la Mayor de Roma, sin embargo, el fallecimiento del papa Francisco imposibilitó su asistencia.
Tomó posesión canónica el mismo día de su ordenación. Esta ceremonia marcó un hecho histórico al convertirse en el tercer canario en ocupar el cargo, tras Domingo Pérez Cáceres (entre 1947-1961); y Bernardo Álvarez Afonso (entre 2005-2024).
Su primera eucaristía como obispo la realizó al día siguiente de su ordenación episcopal en la basílica de Nuestra Señora de la Candelaria, santuario de la patrona de las islas Canarias.